# Мартыновское (село, Николаевская область)
Мартыновское (укр. Мартинівське) — село в Вознесенском районе Николаевской области Украины.
Население по переписи 2001 года составляло 252 человек. Почтовый индекс — 56525. Телефонный код — 5134.
Координаты 47°28′19″ северной широты 31°18′34″ восточной долготы.
В селе расположен военный городок. Рядом расположен аэродром Вознесенск. С 6 февраля 1959 года до своего расформирования (2003 год) на аэродроме базировался 642-й гвардейский Братиславский Краснознаменный авиационный полк.

## Местный совет
56523, Николаевская обл., Вознесенский р-н, с. Прибужаны, ул. Одесская, 18